# Segue 3
Segue 3 – bardzo słaba gromada kulista znajdująca się w konstelacji Pegaza w odległości około 95 tys. lat świetlnych od Ziemi.
Została odkryta w 2010 roku w przeglądzie Sloan Extension for Galactic Understanding and Exploration, będącym częścią programu Sloan Digital Sky Survey, przez zespół naukowców pod kierownictwem V. Belokurova, astronoma z Uniwersytetu Yale.
Segue 3 znajduje się w odległości około 78 tys. lat świetlnych (24 kpc) od centrum Galaktyki. Jest prawdopodobnie najmłodszą gromadą kulistą Galaktyki – jej wiek ocenia się na 3,2 mld lat. Najprawdopodobniej Segue 3 uformowała się w galaktyce karłowatej, lecz została przechwycona przez naszą galaktykę podczas ich bliskiego przejścia obok siebie.